# Glynor Plet
Pour les articles homonymes, voir Plet.
Glynor Plet, est un footballeur néerlandais, né le 30 janvier 1987 à Amsterdam. Il évolue actuellement au SV Zulte Waregem comme attaquant.

## Palmarès
- FC Lisse
  - Champion de Hoofdklasse en 2008.

- RC Genk
  - Vainqueur de la Coupe de Belgique en 2013.

## Statistiques
| Saison    | Club            | Pays           | Championnat         | Coupes nationales | Coupe d'Europe        |
| --------- | --------------- | -------------- | ------------------- | ----------------- | --------------------- |
| 2005-2006 | FC Den Bosch    | Eerste divisie | 6 matchs            | -                 | -                     |
| 2006-2007 | FC Den Bosch    | Eerste divisie | 12 matchs / 1 but   | -                 | -                     |
| 2007-2008 | FC Lisse        | Hoofdklasse    | 23 matchs / 19 buts | -                 | -                     |
| 2008-2009 | SC Telstar      | Eerste divisie | 36 matchs / 21 buts | 3 matchs          | -                     |
| 2009-2010 | SC Telstar      | Eerste divisie | 37 matchs / 18 buts | 1 match           | -                     |
| 2010-2011 | Heracles Almelo | Eredivisie     | 22 matchs / 7 buts  | 4 matchs / 2 buts | -                     |
| 2011-2012 | Heracles Almelo | Eredivisie     | 19 matchs / 10 buts | 3 matchs / 4 buts | -                     |
| 2011-2012 | FC Twente       | Eredivisie     | 13 matchs / 2 buts  | 1 match           | 3 match (C3)          |
| 2012-2013 | FC Twente       | Eredivisie     | -                   | -                 | 1 match / 2 buts (C3) |

Dernière mise à jour le 31 mars 2012